# Tendal Único de Carnes da Lapa
O Tendal da Lapa é um conjunto arquitetônico que foi projetado para ser um entreposto de distribuição de carnes do município de São Paulo, iniciando sua construção em 1936, na Rua Guaicurus, região da Lapa.
Ao longo das décadas, acompanhou o desenvolvimento da cidade, mantendo, no entanto, o seu valor arquitetônico e histórico, sendo tombado pelo Conselho Municipal de Preservação do Patrimônio Histórico, Cultural e Ambiental da Cidade de São Paulo, através da Resolução n.º 10 de 30 de junho de 2007.
Atualmente, a subprefeitura de Lapa ocupa parte da edificação, estando a outra parte ocupada pelo Centro Cultural Tendal da Lapa.

## História

### Cayubi- Cacique dos Guaianá de Jeribatiba
No passado, os rios Grande e Jeribatiba ou Jurubatuba formavam um único curso d'água, nascendo na Serra do Mar e desaguando no Rio Anhembi ou Tietê.
Jurubatuba na língua tupi signifca "lugar com muitas palmeiras jerivás", mas em 1560, à época da colonização, os jesuítas criaram um aldeamento às margens do rio que passou a ser chamado de Pinheiros pela quantidade de araucárias conhecidas como pinheiros do Brasil. o Caminho para o aldeamento ficou conhecido como "Caminho dos Pinheiros".
À época, os antigos Campos de Piratininga, futura cidade de São Paulo, eram habitados pelas tribos indígenas Guaianá e a região às margens do Jeribatiba  era comandada pelo cacique Cayubi.
"Eram os campos de Piratininga habitados nesse tempo por algumas tribos guayanás que obedeciam a Tebyreçá e Cayubi." (Cartas de Anchieta)

### Emboaçava
À época, diversas tribos indígenas lutavam para não permitir o avanço do colonizador em suas terras, na região da Ponte dos Remédios, foi erguido um Forte para evitar os ataques indígenas que ficou conhecido como "Tranqueira do Emboaçava". Por dois séculos a região da Lapa foi chamada de Emboaçava e somente a partir do século XVIII é que os documentos apontam o nome Lapa a partir da Fazendinha da Lapa, assim chamada para louvar à Nossa Senhora da Lapa.
Em fins do século XIX, ocorrem profundas transformações na cidade, os escravos foram libertados em 1888, chegaram os imigrantes para substitui-los nas lavouras, os trens trouxeram o progresso, em pouco tempo chegou ao fim o período rural de sítios e chácaras, tendo início a industrialização e o desenvolvimento urbano.
É neste contexto de desenvolvimento e ocupação dos espaços com as vendas de lotes urbanos que teve início, em 1936, a construção do conjunto arquitetônico que teve como nome original Tendal Único Municipal da Lapa.

## Tendal Municipal de Carnes da Lapa
O antigo Tendal da Lapa, nos arquivos públicos e nos periódicos antigos, pode ser encontrado com diferentes nomes: Tendal Único Municipal, Tendal Único da Lapa ou ainda Tendal Municipal de Carnes. O terreno de 8.000m² localizado na Rua Guaicurus, nº 1000 e 1.100, foi adquirido pela prefeitura no ano de 1934, mas a construção do conjunto arquitetônico é datada de 1936, quando houve a cravação da primeira estaca para a sua construção, assistida pelo então prefeito Fabio Prado.
O conjunto arquitetônico projetado abrigava as antigas câmaras frigoríficas, galpões, um bloco de lojas e área administrativa com dezenas de salas e iniciou suas atividades, em 1938, para suprir a deficiência com a vigilância sanitária nos alimentos e os altos preços da carne.
As técnicas construtivas empregadas utilizaram alvenarias de tijolo de barro, estruturas de vigas e pilares feitos em concreto armado, a estrutura da cobertura metálica era coberta com fibras de cimento, para acabamento utilizou-se em alguns ambientes revestimento branco. As superfícies das fachadas tinham acabamento com aparência de "massa raspada", característica da arquitetura Art Déco moderna para época.
Em 1939, foi instalado um Laboratório Sarcológico como parte integrante da Inspetoria Pública que permitia a análise das carnes, detectando com precisão a deterioração dos alimentos. No auge do Tendal Municipal de Carnes, na década de 50, passavam em torno de 4 toneladas de carnes por semana pelo controle de qualidade para serem vendidas aos grandes frigoríficos, porém no fim da mesma década,  complexos fatores interferiram no abastecimento da carne bovina da cidade e estimava-se que 70% da carne era vendida clandestinamente, na cidade, sem passagem pelo Tendal que passou a ser oneroso para prefeitura.
Em 1973, o jornal Estado de São Paulo publicou o abandono das grandes construções da cidade, incluindo o Tendal da Lapa que por alguns anos passou por especulação para novo uso.
No fim da década de 80, as ruas Clélia e Guaicurus se caracterizavam por intensa atividade cultural, necessitando de local para ensaios, o Tendal, em completo abandono, foi invadido por cerca de 20 artistas, entre eles, o ator Celso Frateschi, e, em 1992, foi criado o Centro Cultural Regional da Lapa que iniciou suas atividades com o Grupo Teatro Pequeno. 
A partir de 2004 o espaço destinado à área da cultura é chamado de Centro Cultural Tendal da Lapa, outra parte é destinada à Subprefeitura Lapa que chegou ao local em 1991, como Administração Regional da Lapa, ocupando a área administrativa e de lojas do antigo Tendal.
Após pertencer à Administração da Sé, abranger a região de Pinheiros, a Lei nº 13.339 de 01 de agosto de 2002 dispôs sobre a criação e estrutura da Subprefetirua Lapa, abrangendo os Distritos da Lapa, Barra Funda, Perdizes, Vila Leopoldina, Jaguara e Jaguaré.

## Tombamento do conjunto arquitetônico Tendal da Lapa
O Conselho Municipal de Preservação do Patrimônio Histórico, Cultural e Ambiental da Cidade de São Paulo- CONPRESP- considerando o valor histórico e arquitetônico das instalações do antigo Tendal da Lapa como referência da paisagem industrial, com características de Art Dèco  e o seu valor simbólico valorizado como espaço cultural, entre outros, tomba o conjunto arquitetônico do antigo Tendal da Lapa, em 30 de junho de 2007.
Em agosto de 2022, a Secretaria Municipal da Cultura promove a 8ª Jornada do Patrimônio Histórico "Tão perto tão longe", inscrevendo a palestra, visitação e Exposição "Tendal e Subprefeitura Lapa-  a história de um conjunto arquitetônico Patrimônio Histórico da Cidade que conta a história do antigo entreposto comercial de carnes, no contexto do desenvolvimento da cidade, sob a coordenação de Fernanda Galdino e curadoria da Historiadora Adriana Lopes Pereira.
1. ↑  «Resolução n.º 10» (PDF). Prefeitura de São Paulo. 30 de junho de 2007
2. ↑  Almeida, João Mendes (1886). Algumas notas genealógicas: livro de família: Portugal, Hespanha, Flandres-Barbante, Brazil, São Paulo: séculos XV-XIX. São Paulo: Typ Baruel. p. 335 e 3334
3. ↑  «Início das obras do Tendal Municipal de Carnes da Lapa». O Estado de São Paulo. 8 de novembro de 1936. Consultado em 17 de agosto de 2022
4. ↑  «Em condições precárias o Tendal da Prefeitura». O Estado de São Paulo: 9. 24 de janeiro de 1959. Consultado em 17 de agosto de 2022